# Megaphasma furcatum
Megaphasma furcatum är en insektsart som först beskrevs av Brunner von Wattenwyl 1907.  Megaphasma furcatum ingår i släktet Megaphasma och familjen Diapheromeridae. Inga underarter finns listade i Catalogue of Life.